# Battle Royale
Battle Royale (バ ト ル • ロ ワ イ ア ル Batoru Rowaiaru) és una novel·la escrita pel japonès Koushun Takami, publicada al Japó l'abril 1999 per l'editorial Ohta Publishing.
A causa de la polèmica que va generar, aquesta obra es va convertir de seguida en un best-seller al Japó i a partir d'aquest èxit se'n va fer una adaptació cinematogràfica homònima, Battle Royale, de la qual més tard va sortir una seqüela no basada en el llibre: Battle Royale II: Rèquiem. Gràcies a la gran acceptació del llibre i de la pel·lícula, l'escriptor Takami va decidir crear un còmic basat en el llibre, d'un total de quinze volums, que més endavant va publicar TOKYOPOP, i que actualment compta amb una seqüela diferent a la versió cinematogràfica.
L'adaptació a l'anglès d'aquest còmic va anar a càrrec de Keith Giffen.
Aquesta novel·la s'ha traduït a diferents llengües: als Estats Units, mitjançant la companyia Viz, des del 26 de febrer de 2003; a França, des el 23 d'agost de 2006 mitjançant la companyia Calmann-Lévy; al Regne Unit, mitjançant Gollancz, des del 6 de juliol de 2006; a Alemanya, mitjançant la companyia Heyne també des de l'any 2006; ia Hongria, mitjançant la companyia Ulpius Ház des del 2006. El 2013, l'editorial Planeta en feu la traducció al castellà.
La novel·la és considerada de culte; conté bastant pensament filosòfic i s'enquadra en el gènere de novel·la de distopia.
El títol del llibre s'inspira en el nom atorgat als combats de lluita lliure que reuneixen a més de dos lluitadors, moltes vegades en desenes. Els lluitadors poden combatre sols o en equip (amb un equip premeditat o improvisat), en un mateix escenari o al mateix ring. Els competidors són eliminats fins que només en queda un.

## Ètica, filosofia i desenvolupament del llibre
Battle Royale mostra un Japó on l'Estat ha derivat en formes autoritàries des de la fi de la Segona Guerra Mundial; la sociabilitat i la cooperació no tenen importància, en favor d'una competitivitat individual deslligada. El joc en si representaria aquesta instrumentalització de la humanitat, i els estudiants, els diferents comportaments individuals davant d'aquesta situació general. Koushun Takami descriu als personatges de la seva novel·la com "tallats d'un mateix patró", perquè tinguin aspectes comuns i que després es distingeixin entre si per la seva manera d'actuar i el seu comportament; així mateix, els personatges són estàtics, és a dir que no canvien el seu paper durant el desenvolupament de la història. Aquesta descripció contrasta amb la de la versió còmic, escrita per Takami juntament amb Masayuki Taguchi. Takami pensa que els personatges són més diferents i es desenvolupen més aquesta versión.

## Argument
Battle Royale ocorre en una línia de temps alterna; segons el pròleg del llibre, Japó s'ha convertit en un estat policial, conegut com la Gran República de l'Àsia Oriental (大 東 亜 共和国 Dai Toa Kyōwakoku), abastant ara no només el territori de l'illa, sinó també el que actualment (anteriorment en el temps del llibre) es coneix com a Corea i també posseint una gran influència en el territori xinès. La novel·la relata la història d'una classe d'un col·legi triada per participar en el "joc" anomenat Battle Royale.
Els estudiants de l'institut de Shiroiwa (城 岩 中 学校 Shiroiwa chūgakkō), un institut públic que està situat a la ciutat fictícia de Shiroiwa a la prefectura de Kagawa, durant la tradicional gira cultural que duen a terme els cursos al Japó a finals de tercer any, són adormits mitjançant gas a l'autobús en què viatjaven sent segrestats i portats a un institut en una illa que ha estat evacuada, l'illa de Okishima (situada al sud-oest de Shodoshima, també a la prefectura de Kagawa). També se'ls col·loca collarets al coll que serveixen per tenir-los controlats.
Després d'explicar breument en què consisteix Battle Royale, se'ls dona als alumnes un lot que conté el següent: menjar, una llanterna, un bolígraf, un mapa, una brúixola i una arma aleatòria. Després, se'ls treu de l'aula un per un i se'ls deixa a l'illa. L'arma de cada alumne és diferent i aleatòria: mentre que a alguns els toquen armes de veritat, com pistoles, navalles, subfusells, a altres els toquen estris inútils, com un bumerang, uns guants de boxa o un penjador. En alguns casos, l'estudiant rep, en comptes d'una arma, una eina, com és el cas de Hiroki Sugimura, que rep un dispositiu GPS que detecta a altres estudiants; Toshinori Oda, qui rep una armilla antibales; o Yuko Sakaki, qui rep cianur per enverinar.
Una vegada que estan tots a l'illa, comença el joc, la finalitat és que només un estudiant sobrevisqui i el qual portarà terribles conseqüències per a tots els participants.
Hi ha múltiples variacions entre la novel·la, la versió cinematogràfica i el còmic.

## Conceptes

### El Joc
Cada any, cinquanta classes de tercer any (novè grau) de diversos instituts són triades per participar en el joc. Es concentra a la classe en un lloc aïllat (una zona industrial, una illa ...), i els estudiants són obligats a lluitar a mort fins que només quedi un. El supervivent és el "guanyador" oficial del joc. Hi ha al voltant d'uns 2.000 participants per any, dels quals 50 -un per classe- sobreviuen. Per assegurar que els estudiants compleixin les regles, se'ls posa un collaret metàl·lic al coll. Aquest collaret explotarà i matarà a l'estudiant si intenta treure-se'l, escapar o trencar les regles del joc. Als estudiants els donen també un límit de temps. Cada 24 hores ha de morir algú, no hi ha límit de dies. Si en passar les 24 hores no hi ha hagut baixes, llavors tots els collarets explotaran simultàniament i no hi haurà guanyador. En el llibre s'esmenta que només el 0,5% de programes acaba d'aquesta manera. Un supervisor del joc anuncia les baixes del dia cada sis hores.
Battle Royale és oficialment un estudi d'investigació militar. No obstant això, durant el desenvolupament de la novel·la, diferents personatges suggereixen altres raons. Per exemple 1. Que sigui un experiment psicològic antiquat al que ningú s'ha atrevit a contradir, 2. Que ofereix una oportunitat de gran interès a funcionaris d'alts càrrecs. Es proposen més endavant que en veritat el joc és un mitjà per tenir a la població atemorida. En teoria, després de veure tals atrocitats, la gent es tornarà paranoica i es dividirà, impedint així una rebel·lió organitzada. Si bé, no s'advoca per cap raó clarament.
En la novel·la Shogo Kawada li explica a Shuya Nanahara que pel que ha investigat des de l'anterior joc ha pogut descobrir que el més segur és que el joc hagi estat simplement proposat fa dècades per algun alt comandament i acatat per la resta, per la qual que en el present simplement se seguiria duent a terme pel que Kawada descriu com la incapacitat dels japonesos de no qüestionar les tradicions ni als que als seus ulls tenen una posició de poder.

### Guadalcanal-22
A cada estudiant que participa en Battle Royale se li posa un collaret metàl·lic explosiu anomenat "Guadalcanal-22". El motiu pel qual se li va posar aquest nom és per l'illa del pacífic Guadalcanal, el focus d'una batalla decisiva entre els Estats Units i Japó durant la Segona Guerra Mundial. Aquest collaret esclatarà, matant a l'estudiant si:
- Intenten treure-se'l o escapar
- Es queda endarrerit en una zona anomenada "Zona prohibida"
- Si es detecta que s'envia algun senyal especial al collaret

El collaret té unes funcions secundàries com el detectar els signes vitals, escoltar les converses dels estudiants mitjançant un petit micròfon. El collaret també pot detectar la situació geogràfica de cada estudiant (el GPS d'Hiroki Sugimura i els supervisors ho feien).
El Guadalcanal-22 cobra protagonisme en dues ocasions:
- Quan Kazuo Kiriyama enganya Sho Tsukioka i el porta a una zona de perill. Kiriyama aconsegueix enganyar i fuig de la zona de perill. Tsukioka s'adona massa tard de l'engany i el seu collaret explota, matant-lo.
- El pla d'escapament de Shinji Mimura fracassa en sentir discutir amb Yutaka Tanca sobre la manera d'escapar. Mimura s'adona que els collarets tenen micròfons i traça un nou pla.

Una funció important del collaret és impedir la fugida de qualsevol estudiant, fent impossible això amb l'explosió.

### Zona prohibida
A cada estudiant que participa en Battle Royale se li proporciona un mapa dividit en quadre estil tauler d'escacs. Les zones prohibides són triades de manera aleatòria, impedint als estudiants entrar a aquesta zona.
Si un estudiant entra en una zona prohibida o no té temps d'escapar d'aquesta zona, el seu collaret explotarà matant-ho. Un cop s'ha declarat a una zona, zona prohibida, aquesta zona segueix sent prohibida durant tot el joc obligant als estudiants a moure's d'una banda a un altre d'un camp de batalla que minva cada vegada més.
- La zona del col·legi és zona prohibida de manera permanent des que surt l'últim estudiant de la llista. Això fa inviable la possibilitat de rebel·lar-se contra els supervisors del joc.
- Shinji Mimura i Yutaka Tanca precipiten el seu pla d'atac contra els supervisors del joc quan una zona propera és declarada "zona de prohibida".
- Sho Tsukioka entra una zona prohibida (enganyat per Kiriyama) i el seu collaret explota.
- Shuya Nanahara i Noriko Nakagawa són atacats per Tatsumichi Oki mentre estan sortint d'una zona prohibida; això condueix a una sèrie de confrontacions fatals.